# Monzuno
Monzuno – miejscowość i gmina we Włoszech, w regionie Emilia-Romania, w prowincji Bolonia.
Według danych na styczeń 2009 gminę zamieszkiwało 6477 osób przy gęstości zaludnienia 99,6 os./1 km².